# 단오 (일본)

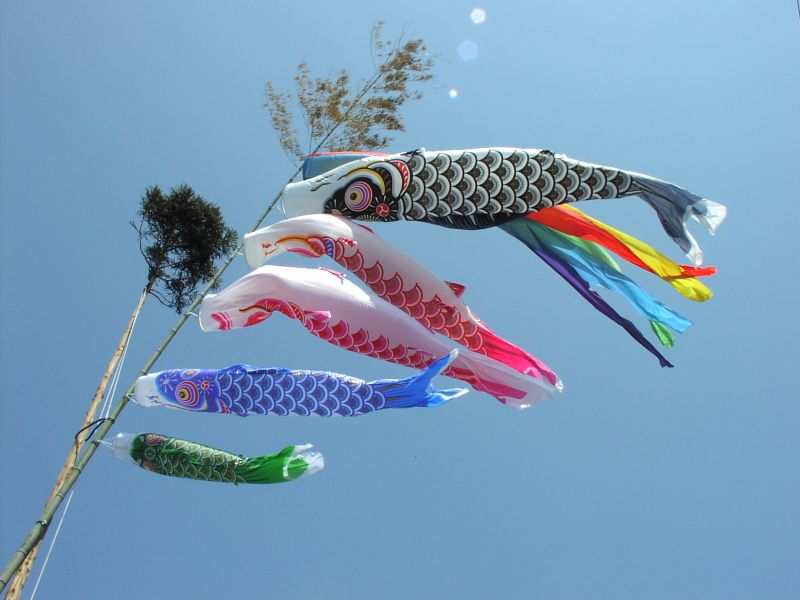
고이노보리

일본의 단오(일본어: 端午 단고[*])에는 남자의 건강한 성장을 기원하는 다양한 행사가 열린다. 그것을 단고노셋쿠(端午の節句)라고도 한다. 현재는 그레고리력(새력) 5월 5일에 행해지며, 국민의 휴일인 '어린이날'로 지정되어 있다. 일부 지역에서는 여전히 음력이나 늦은 6월 5일에 단오를 기념하는 경우도 있다. 또한 일본 외의 나라들에서는 현재도 음력 5월 5일에 단오절을 기념하는 것이 일반적이다.
단오에는 고가쓰닌교라는 무사 인형을 집에 장식한다. 그리고 용이 하늘로 승천하여 잉어가 황하를 거슬러 올라가 용이 된다는 중국의 전설에서 비롯되었다고 한다. 일본에서는 에도 시대부터 세우기 시작하였다. 마지막으로 가시와모치(柏餅)라는 떡을 먹는 풍습이 있다. 또한, 남자 아기를 가진 가정에게 첫 명절이기 때문에 가족들이 모두 모여 성대하게 경축하는 경우도 많다.
단코노셋쿠는, 원래는 일본 황실에서 5월 5일에 열리는 연례 의식을 가리켰다. 이는 고세쿠라는 다섯 가지 연례 궁중 의식 중 하나였다. 가마쿠라 시대(1185-1333) 이후 사무라이 계급이 권력을 장악한 이후, 단고노세쿠는 사무라이 소년들에게 악귀를 쫓는 행사가 되었다. 가마쿠라 시대부터 무로마치 시대(1333-1573)까지 일본 갑옷, 가부토(투구), 일본도를 집안에 전시했다. 에도 시대 (1603-1867)부터 무샤 닌교가 집에 전시되었고 코이노 보리 (잉어 깃발)가 정원에 매달려 있었다. 이시기부터 단오 세쿠에 제물로 집을 장식하는 관습이 농민과 초닌 계급으로 퍼져 종이 가부토가 전시되기 시작했다. 쇼와 시대(1926–1989) 부터는, 사무라이 갑옷 미니어처가 사무라이 인형보다 더 인기를 끌고 있다.
최근까지, 단코노세쿠는 소년의 날(깃발의 향연이라고도 함)로 알려졌다. 소녀의날은 3월 3일에 기념했다. 1948년에 정부는 이날을 모든 어린이의 행복을 축하하고 어머니에 대한 감사를 표하기 위해 공휴일로 지정했다. 동시에 이날을 어린이날로 개명하였고, 소년과 소녀들을 모두 기념하는 날이 되었다.
일본식 더블 파이브에 해당하는 날로, 태음력으로는 다섯 번째 달의 다섯째 날에 기념하는 날이다. 일본이 그레고리력으로 전환한 후 5월 5일(다섯 번째 '태양' 달의 다섯 번째 날)로 날짜가 변경되었다.

## 단오의 의미
구력(旧暦)에서 '午(말)'의 달은 5월에 해당하며(십이간지 참조), 5월의 첫 번째 '午'の日을 절기로 기념하던 것이, 후에 5가 겹치는 5월 5일이 '단오의 절기'로 정해지게 되었다. '端(단)'은 '시작'이나 '처음'을 의미하는데, '端午'는 5월의 첫 번째 '午'の日을 의미했다. 그러나 '午'와 '五'가 발음이 같아(‘ウ’ 소리) 5월 5일로 변경되었다. 비슷하게, 홀수의 월 번호와 일 번호가 겹치는 3월 3일, 7월 7일, 9월 9일도 절기일로 지정되어 있다. 단오는 우기의 시작을 의미하기도 한다.

## 역사
단고노셋쿠가 언제 처음 축하되었는지는 정확히 알려져 있지 않지만, 스이코 여왕(593–628년) 시대에 시작된 것으로 추정된다. 일본에서 단고노셋쿠는 나라 시대 이후 5월 5일로 지정되었다.
단고노셋쿠는 원래 여성들이 악령을 쫓기 위해 아이리스를 사용해 집을 정화하고 몸을 쉬게 하는 날이었으나, 가마쿠라 시대(1185–1333)에는 남자아이들을 위한 날로 바뀌었다. 그 이유는 아이리스가 사무라이를 상징하는 식물로 여겨졌고, '군사적 가치를 존중하다'는 뜻의 '쇼부(尚武)'와 아이리스(菖蒲)의 발음이 같았기 때문이다.
어린이날에 미니어처 일본 갑옷과 갑주를 전시하는 관습은 가마쿠라에서 무로마치 시대(1333–1573)까지 거슬러 올라간다. 사무라이들은 장마철 전에 갑옷, 갑주, 일본 칼을 꺼내어 관리하곤 했다. 그래서 이 기간 동안 자녀를 보호하기를 바라는 마음으로 갑옷과 갑주를 전시하기 시작했다.
에도 시대(1603–1867)에는 단고노셋쿠 축제가 성대해졌고, 사무라이 가정에서는 실제 갑옷과 함께 사무라이 인형을 전시하기 시작했으며, 일반 가정에서도 종이 갑주를 전시하기 시작했다. 5월 5일에 아이리스를 넣고 목욕하는 관습도 이 시기에 시작되었다.
일본이 그레고리력으로 전환한 이후 양력 5월 5일로 옮겨졌다. 1948년까지 어린이날은 남자아이의 날로 알려져 있었으나, 이후 남녀 모두를 포함하는 어린이날로 이름이 변경됐다.
쇼와 시대(1926–1989)에는 사무라이 인형에서 미니어처 갑옷으로 트렌드가 바뀌었으며, 21세기에는 일본 주택의 크기 때문에 미니어처 갑주가 인기를 끌게 되었다.
전통적으로 이 날에 제공되는 음식으로는 카시와모치(단팥이 들어간 떡을 떡잎으로 싸서 만든 것)와 치마키(가시나무 또는 대나무 잎으로 쌈)등이 있다. 카시와모치에 사용되는 떡잎은 새로운 잎이 나올 때까지 오래된 잎이 떨어지지 않는 나무로, 자손의 번영을 상징하는 길조로 여겨진다.
아이리스는 약효를 지니고 악령을 쫓는 것으로 믿어져 단고노셋쿠에 다양한 용도로 사용한다. 예를 들어, 아이리스를 넣고 목욕을 하거나, 얇게 썬 아이리스 뿌리나 잎을 술에 담가 마시며, 종이로 만든 아이리스를 베개에 넣고 자기도 한다.

## 같이 보기
- 일본의 고령화
- 단오
- 어린이날 (일본)
- 골든위크